# Jenni Asserholtová
Jenni Anna Christina Asserholt (* 8. dubna 1988 Örebro, Švédsko) je bývalá švédská lední hokejistka, členka stříbrného týmu na olympijských hrách v Turíně v roce 2006. Startovala také na olympiádách v letech 2010 a 2014, v obou případech skončila se švédským týmem na čtvrtém místě. Desetkrát se zúčastnila mistrovství světa v ledním hokeji žen, nejlepším výsledkem byla bronzová medaile v letech 2005 a 2007. S klubem Linköping HC Dam vyhrála švédskou ligu v letech 2014 a 2015. V roce 2014 byla zvolena švédskou hokejistkou roku. V roce 2015 přestoupila do klubu HV71 Dam a v roce 2019 oznámila ukončení hráčské kariéry.